# Argomuellera gigantea
Argomuellera gigantea är en törelväxtart som först beskrevs av Henri Ernest Baillon, och fick sitt nu gällande namn av Ferdinand Albin Pax och Käthe Hoffmann. Argomuellera gigantea ingår i släktet Argomuellera och familjen törelväxter. Inga underarter finns listade i Catalogue of Life.